# Mungo Jerry
Mungo Jerry — британський рок-гурт, утворений на початку 1960-х років у Лондоні.
До першого складу гурту ввійшли: Рей Дорсет (Ray Dorset), 21.03.1946, Ешфорд, Велика Британія — вокал, гітара, гармоніка; Пол Кінг (Paul King) — гітара, банджо, вокал; Колін Ерл (Colin Earl) — фортепіано, вокал та Майк Коул (Mike Cole) — бас.
Ще під назвою Good Earth ці музиканти були маловідомою скіффл-формацією, аж поки 1970 року, назвавшись Mungo Jerry, за один вечір не здобули великої світової слави. Сталося це на «Hollywood Pop Festival», що проходив в англійському графстві Стеффордшир, де Mungo Jerry підкорили публіку, затьмаривши славу Grateful Dead, Traffic та Free. Виступ на фестивалі збігся з виданням дебютного синглу гурту — «In The Summertime», який завдяки великому післяфестивальному розголосу та прекрасній мелодії потрапив на перше місце британського чарту. Наприкінці 1970 року кількість проданих примірників цього синглу подолала відмітку в 6 мільйонів шт. Попри на те, що наступний сингл «Baby Jump» з'явився лише через 8 місяців, він також мав великий успіх.
1971 року Майка Коула замінив Джон Годфрі (John Godfrey) і звучання гурту поважчало. Третій хіт-сингл «Lady Rose», що вийшов того ж року, показував гурт з іншого боку — на вершині його мелодійних можливостей, а загалом цей успішний рік Mungo Jerry завершили виданням синглу «You Don't Have To Be In The Army To Fight In The War», який потрапив до британського Top 20.
Однак 1972 року Кінг та Ерл вирішили залишити Mungo Jerry і разом з басистом Джо Рашем утворили формацію The King Earl Band. Також у цей період Дорсет записав сольний альбом та відродив разом з Годфрі діяльність Mungo Jerry, запросивши Джона Поупа (Jon Pope)-фортепіано та Тіма Рівза (Tim Reeves)-ударні. Новий склад дебютував 1973 року синглом «Alright Alright Alright», який піднявся до британського Тор З, однак записаний наступного року антифеміністський твір «Longlegged Woman Dressed In Black» виявився останнім хітом гурту.
У 1980—1990-і роки Дорсет продовжив діяльність Mungo Jerry, щоразу виступаючи з новими музикантами. Однак йому так і не вдалося досягти минулого успіху. Коротка у часі співпраця Дорсета з Пітером Гріном та Вінсентом Крейном у проєкті Katmandu завершилась 1986 року альбомом-«розчаруванням» «A Case For The Blues». Проте Рей здобув чималий успіх як продюсер синглу Келлі Мейрі «Feels Like I'm In Love», який 1980 року злетів на перше місце британського чарту.

## Дискографія
- 1970: Mungo Jerry
- 1971: Electronically Tested
- 1972: You Don't Have To Be In The Army
- 1972: Boot Power
- 1973: Greatest Hits
- 1974: Long Legged Woman
- 1974: The Golden Hour Presents Mungo Jerry
- 1976: Impala Saga
- 1977: Lovin' In The Alleys, Fightin' In The Streets
- 1977: Mungo Jerry File
- 1978: Ray Dorset & Mungo Jerry
- 1981: Six Aside
- 1984: Greatest Hits
- 1985: Soul Party
- 1985: In The Summertime
- 1987: Too Fast To Live, To Young To Die
- 1990: A Golden Hour Of Mungo Jerry
- 1990: All The Hits Plus More
- 1990: Snake Bite
- 1991: The Early Years
- 1992: Greatest Hits
- 1995: Summertime
- 1997: Old Shoes New Jeans
- 2001: Candy Dreams
- 2002: Move On — The Latest and the Greatest
- 2003: Adults Only
- 2007: Naked — From the Heart
- 2007: When She Comes, She Runs All Over Me

### Рей Дорсет
- 1972: Cold Blue Excursion

### The King Earl Boogie Band
- 1972: Trouble At Mill